# (926) Imhilde
(926) Imhilde est un astéroïde évoluant dans la ceinture principale, découvert le 15 février 1920 par l'astronome allemand Karl Wilhelm Reinmuth depuis l'observatoire du Königstuhl.
Son nom se réfère au prénom féminin.